# Ole Nørskov
Ole Nørskov Sørensen (født 13. januar 1952 i Aarhus) er en dansk tidligere håndboldmålmand.

## Håndboldkarriere
Nørskov indledte sin karriere i AGF, hvor AGF manglede en målmand, og Ole Nørskov meldte sig. Fra 1971 spillede han på førsteholdet og spillede der frem til 1983, kun afbrudt af to sæsoner i københavnske Saga.
Hans klubpræstationer gjorde, at han kom landsholdet og opnåede i alt 66 kampe for Danmark. Han var blandt andet med til OL 1980 i Moskva, hvor Danmark blev nummer ni.

### Kontrovers
I begyndelsen af 1980'erne kæmpede Ole Nørskov med Mogens Jeppesen og Kay Jørgensen om målmandsposten på det danske herrehåndboldlandshold. Dengang måtte landsholdsspillerne stille op i de sko, de havde lyst til. Dette blev ændret i sommeren 1981, da Hummel underskrev en sponsoraftale med DHF (Dansk Håndbold Forbund, nu Dansk Håndbold), som foruden tøj også omfattede sko. Det skabte problemer med bl.a. Ole Nørskov, som i august 2004 udtalte at han ikke ønskede at stille op i Hummel-sko, da han mente at skoene dengang faldt fra hinanden efter få minutter var spillet. På baggrund af denne boykot blev Ole Nørskov smidt af landsholdet og havde derfor spillet sin sidste landskamp.
Mange danskere forstod ikke hans boykot af Hummel på baggrund af en principsag, og hans holdkammerater, der bakkede op om det, faldt også hurtigt tilbage og fandt sig i at spille i hummelsko.

## Videre karriere
Nørskov var amatør i sin tid som håndboldspiller, og han blev uddannet folkeskolelærer. Han fik derpå en karriere som lærer i Mårslet.
Desuden har han spillet musik i mange år, og derudover var han i en periode træner for sin gamle klub AGF samt i en periode for Færøerne.